# Закон збереження життя Куражковського
Згідно з законом збереження життя Куражковського Ю. М.: «Життя може існувати тільки в процесі руху через живе тіло потоків речовини, енергії та інформації».
Людині ці потоки необхідні для — задоволення своїх потреб в їжі, воді, повітрі, сонячній енергії, інформації про навколишнє середовище тощо
У той же час людина до життєвого простору виділяє потоки:
1. енергії, пов'язаної з її свідомою діяльністю (механічної, інтелектуальної енергії),
2. також потоки мас речовини у вигляді відходів біологічного процесу, потоки теплової енергії та ін.

Обмін потоками речовини та енергії характерний і для процесів, що відбуваються без участі людини. Природне середовище забезпечує надходження на нашу планету потоків сонячної енергії, що створює в свою чергу потоки рослинної і тваринної мас в біосфері, потоки абіотичних речовин (повітря, вода та ін.), потоки енергії різних видів, у тому числі і при стихійних явищах в природному середовищі.
Для техносфери характерні потоки всіх видів сировини і енергії, різноманіття потоків продукції і людських резервів; потоки відходів (викиди в атмосферу, скиди у водойми, рідкі та тверді відходи, різні енергетичні впливи). Останні виникають відповідно до Закону про непереборність відходів і побічних впливів: «У будь-якому господарському циклі утворюються відходи і побічні ефекти, вони не переборні і можуть бути переведені з однієї фізико-хімічної форми до іншої або переміщені у просторі». Техносфера здатна також створювати спонтанно значні потоки мас і енергій при вибухах і пожежах, при руйнуванні будівельних конструкцій, при аваріях на транспорті тощо
Соціальна середу споживає і генерує всі види потоків, характерні для людини як особистості, крім того, соціум створює інформаційні потоки при передачі знань, при управлінні товариством, при співпраці з іншими громадськими формаціями. Соціальне середовище створює потоки всіх видів, спрямовані на перетворення природного і техногенного світів, формує негативні явища в суспільстві, пов'язані з курінням, вживанням алкоголю, наркотиків тощо
Характерні потоки мас енергій та інформації для різних компонентів системи «людина + середовище проживання» описано в природному середовищі, техносфері, в соціальному середовищі і основних потоках, споживаних і тих, що виділяються людиною в процесі життєдіяльності:
1. Основні потоки в природному середовищі:
- Сонячне випромінювання, випромінювання зірок і планет;
- Космічні промені, пил, астероїди;
- Електричне і магнітне поля Землі;
- Кругообіг речовин в біосфері в екосистемах, в біогеоценозах;
- Атмосферні, гідросферні і літоферні явища, в тому числі і стихійні;
- Інші;

2. Основні потоки в техносфері:
- Потоки сировини, енергії;
- Потоки продукції галузей економіки;
- Відходи галузей економіки;
- Побутові відходи;
- Інформаційні потоки;
- Транспортні потоки;
- Світлові потоки (штучне освітлення);
- Потоки при техногенних аваріях;
- Інші.

3. Основні потоки в соціальному середовищі:
- Інформаційні потоки (навчання, державне управління, міжнародна співпраця тощо;
- Людські потоки (демографічний вибух, урбанізація населення);
- Потоки наркотичних засобів, алкоголю та ін.;
- Інші.

4. Основні потоки, споживані і такі, що виділяються людиною в процесі життєдіяльності:
- Потоки кисню, води, їжі та інших речовин (алкоголь, тютюн, наркотики тощо);
- Потоки енергії (механічної, теплової, сонячної тощо);
- Інформаційні потоки;
- Потоки відходів процесу життєдіяльності;
- Інші.

## Зовнішні посилання
- Взаимодействие человека и техносферы [Архівовано 4 березня 2016 у Wayback Machine.]
- Управление природопользованием в РФ [Архівовано 27 листопада 2010 у Wayback Machine.]
- Гончар С. Т. Безопасность и экологичность объекта проектирования